# Rouge comme le Raheborg
Rouge comme le Raheborg est le cinquième tome de la série de bande dessinée Les Mondes de Thorgal - Kriss de Valnor, dont le scénario a été écrit par Yves Sente et les dessins réalisés par Giulio De Vita. L'album fait partie d'une série parallèle (Les Mondes de Thorgal) qui suit les aventures de personnages marquants de la série. Le scénario de cet album est basé sur une idée de Yves Sente adaptée par Giulio De Vita.

## Synopsis
La reine Kriss de Valnor et Jolan, alias le roi Taljar, vont livrer bataille à l'empereur Magnus : Jolan dans le but de sauvegarder le mode de vie des Vikings et leurs croyances en leurs Dieux ; Kriss pour lui voler son glaive d'or légendaire.
Lors d'une première bataille, les Vikings tuent et décapitent la fille de Magnus.
Le lendemain, Kriss s'éclipse avant la bataille et, prétextant rapporter au roi Magnus la tête de sa fille, le combat pour le tuer et lui voler son glaive.
Mais Jolan est obligé de rompre un barrage qui inonde l'ensemble de la vallée où se trouvent les troupes de Magnus.
Celui-ci parvient à fuir tandis que Kriss se retrouve sous les flots...

## Publications
- Le Lombard, novembre 2014,  (ISBN 978-2803634071)